# Palais-Royal (Parigi)
Palais-Royal è il 3º quartiere amministrativo di Parigi, situato nel I arrondissement.
Il quartiere occupa un'area di 27,4 ettari, delimitata a sud da rue de Rivoli, a ovest da rue Saint-Roch, a nord da rue des Petits Champs e la rue de la Feuillade e a est da rue Croix des Petits Champs.

## Luoghi d'interesse

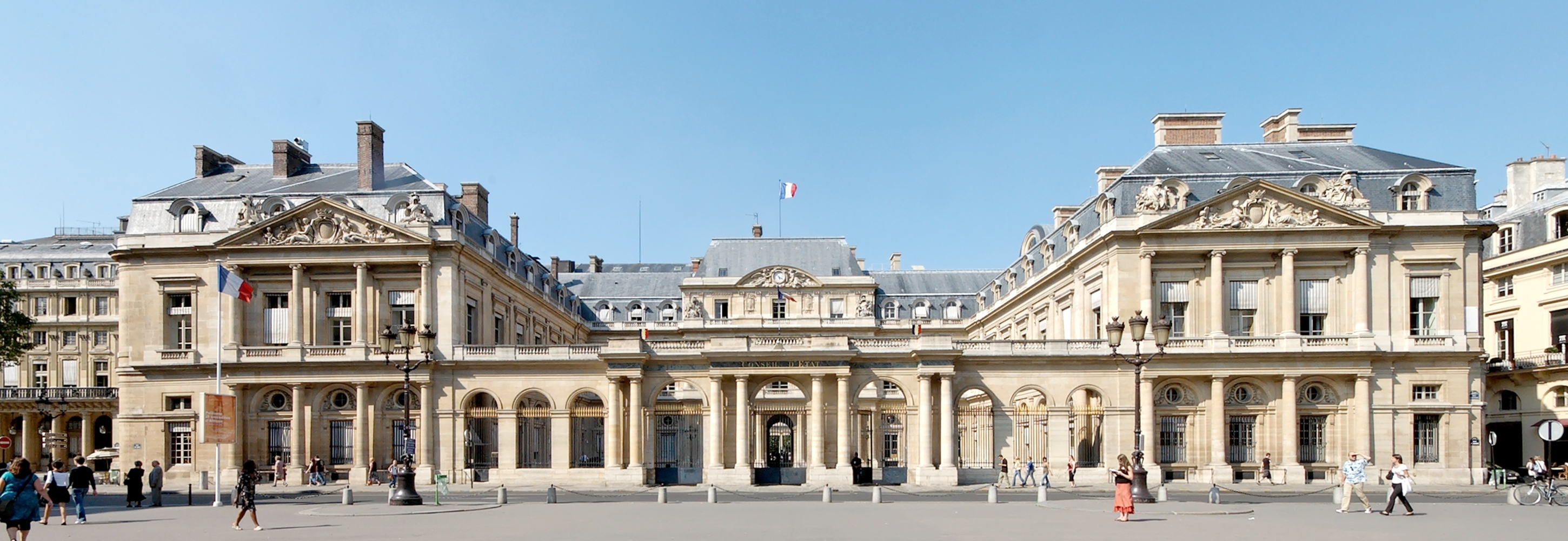
La sede del Consiglio di Stato francese

Il toponimo deriva dal vasto palazzo che il cardinale Richelieu fece costruire negli anni tra il 1627 e il 1629 per la famiglia reale (il Palais-Royal).  La residenza, che costituisce il centro naturale del paese, oggi ospita il teatro, la Comédie-Française e il Théâtre du Palais-Royal e le istituzioni statali come il Ministero della Cultura (Ministère de la Culture), il Consiglio costituzionale (Conseil constitutionnel) e il Consiglio di Stato (Conseil d'Etat).